# Wieluń
Wieluń [ˈvʲɛluɲ] (deutsch Welun, älter auch Vielin) ist eine Stadt in Polen. Sie ist Sitz des Powiat Wieluński und der gleichnamigen Stadt- und Landgemeinde in der Woiwodschaft Łódź. Sie liegt am Rande des Karstgebietes Wyżyna Wieluńska. Größter Arbeitgeber der Stadt ist der polnische Nutzfahrzeughersteller Wielton.
Die Stadt wurde zu Beginn des Zweiten Weltkrieges als erste – einige Minuten vor dem Angriff auf die Westerplatte – bombardiert und durch deutsche Sturzkampfbomber weitgehend zerstört.

## Geschichte

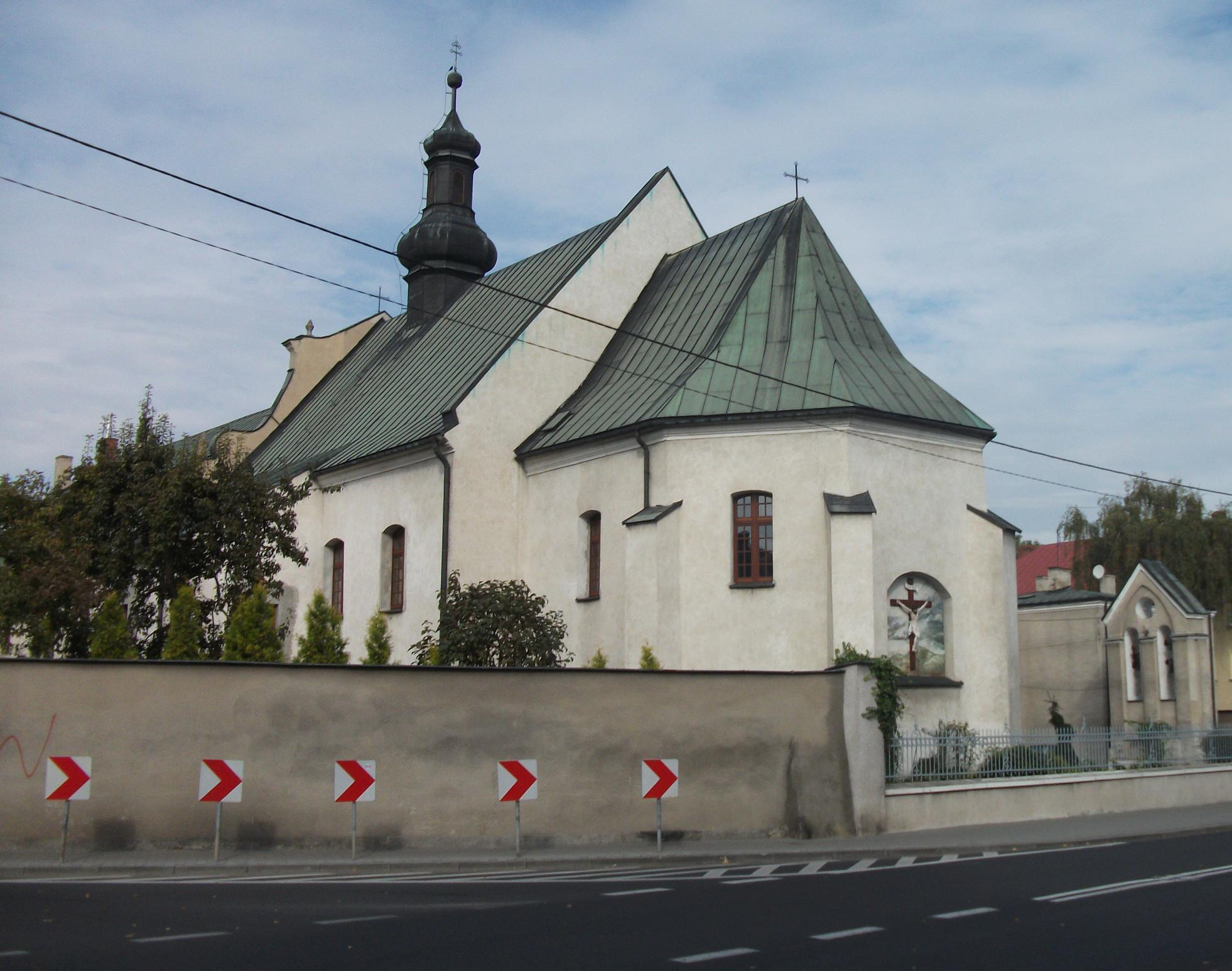
Katholische Nikolaikirche

Wieluń wurde 1217 gegründet und 1281 von den Piasten als Festung ausgebaut. Der Großpolnische Herzog Przemysław II. verlieh dem Ort 1283 das Stadtrecht. Gegen Ende des 13. Jahrhunderts wurde Wieluń zur königlichen Stadt und zum Sitz eines Kastellans erhoben. Unter Kasimir dem Großen, zwischen 1333 und 1370 König von Polen, erhielt sie eine Stadtbefestigungsanlage. Von 1370 bis 1392 fungierte Wieluń zudem unter dem Oppelner Herzog Władysław II. als Hauptstadt des Herzogtums Wieluń.
Im 16. Jahrhundert zählte Wieluń innerhalb des Königreichs Polen zu den bedeutendsten Städten. Hier befanden sich eine Filiale der Universität Krakau und ein stadteigenes Theater. Das Handwerk blühte und war in zahlreichen Zünften organisiert. Während des Schwedisch-Polnischen Krieges zwischen 1655 und 1660 wurde die Stadt 1656 von den Schweden erobert und niedergebrannt.
Nach der Zweiten Teilung Polens gehörte Wieluń ab 1793 zum Königreich Preußen, ab 1806 zum Herzogtum Warschau und ab 1815 erneut zum Königreich Polen, bis dieses 1831 dem Russische Zarenreich eingegliedert wurde. Während dieser Phase wurde Wieluń 1867 zur Kreisstadt erhoben.
Nach dem Ende des Ersten Weltkrieges kam die Stadt 1918 schließlich an das wieder unabhängige Polen. 1926 erhielt sie Anschluss an das staatliche Eisenbahnnetz.
Während des Krieges und der Besetzung Polens wurde die Stadt 1940 in Welun, ein Jahr darauf in Welungen und 1942 wieder in Welun umbenannt. Sie fungierte zudem bis 1945 als Sitz des deutschen Landkreises Welun im Reichsgau Wartheland. Nach dem Ende des Zweiten Weltkrieges erhielt sie ihren ursprünglichen Namen wieder.

### Zerstörung im Zweiten Weltkrieg

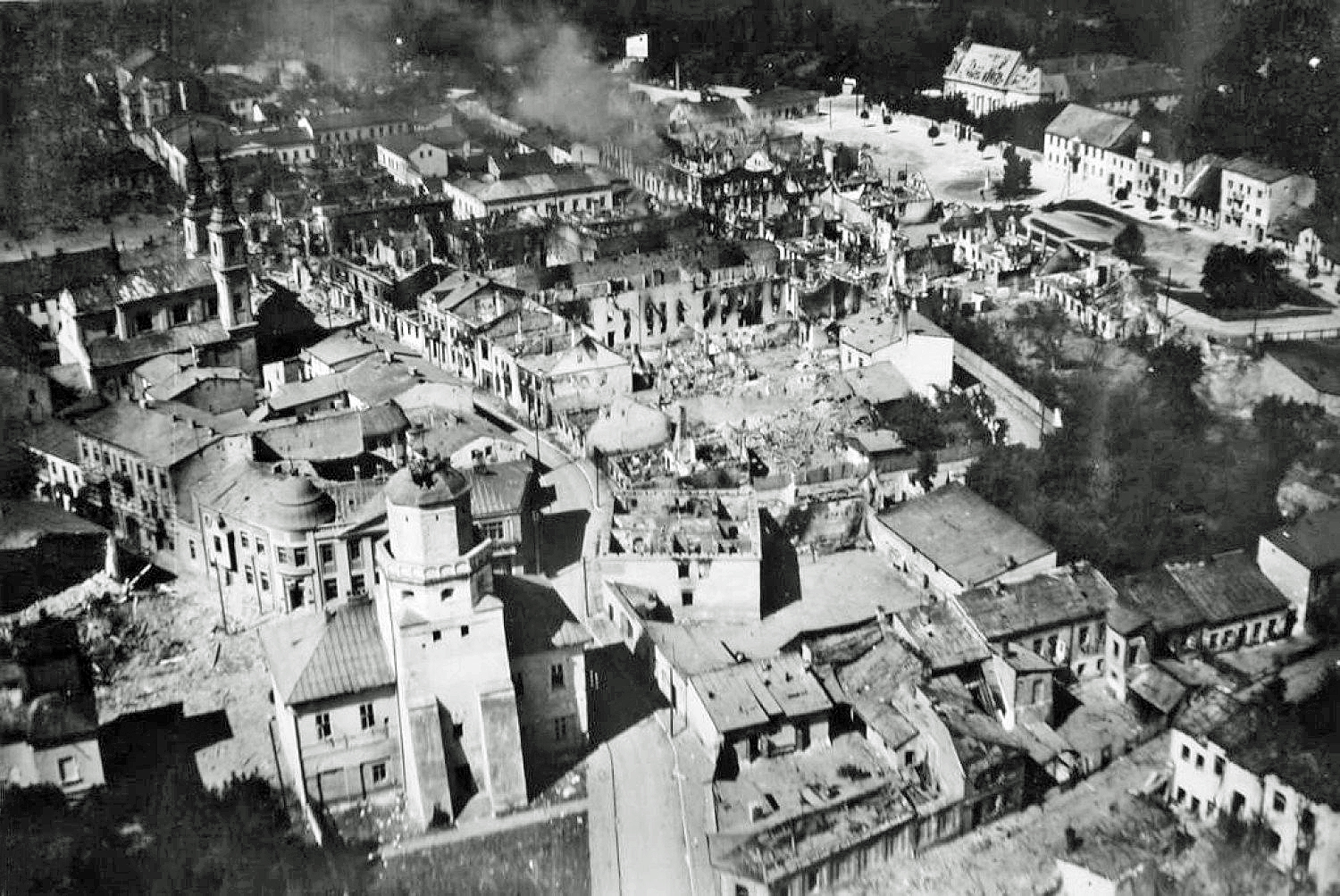
Wieluń am 2. September 1939

Als erste Kriegshandlung beim deutschen Überfall auf Polen wurde Wieluń am frühen Morgen des 1. September 1939 durch deutsche Sturzkampfbomber angegriffen und bombardiert. Es handelt sich um das erste Kriegsverbrechen der Wehrmacht im Zweiten Weltkrieg. Der Angriff begann laut Zeitzeugen gegen 4:37 Uhr, laut deutscher Einsatzmeldung eine Stunde später. Die erste Angriffswelle machte das Krankenhaus der Stadt dem Erdboden gleich. Die völlig überraschten Einwohner wurden aus Bordwaffen gezielt beschossen. Bei insgesamt drei Bombenangriffen im Lauf des Tages starben bis zu 1200 der damals etwa 16.000 Einwohner. Die Gebäude der Stadt wurden zu 70 Prozent und der Ortskern durch Brände zu 90 Prozent zerstört.

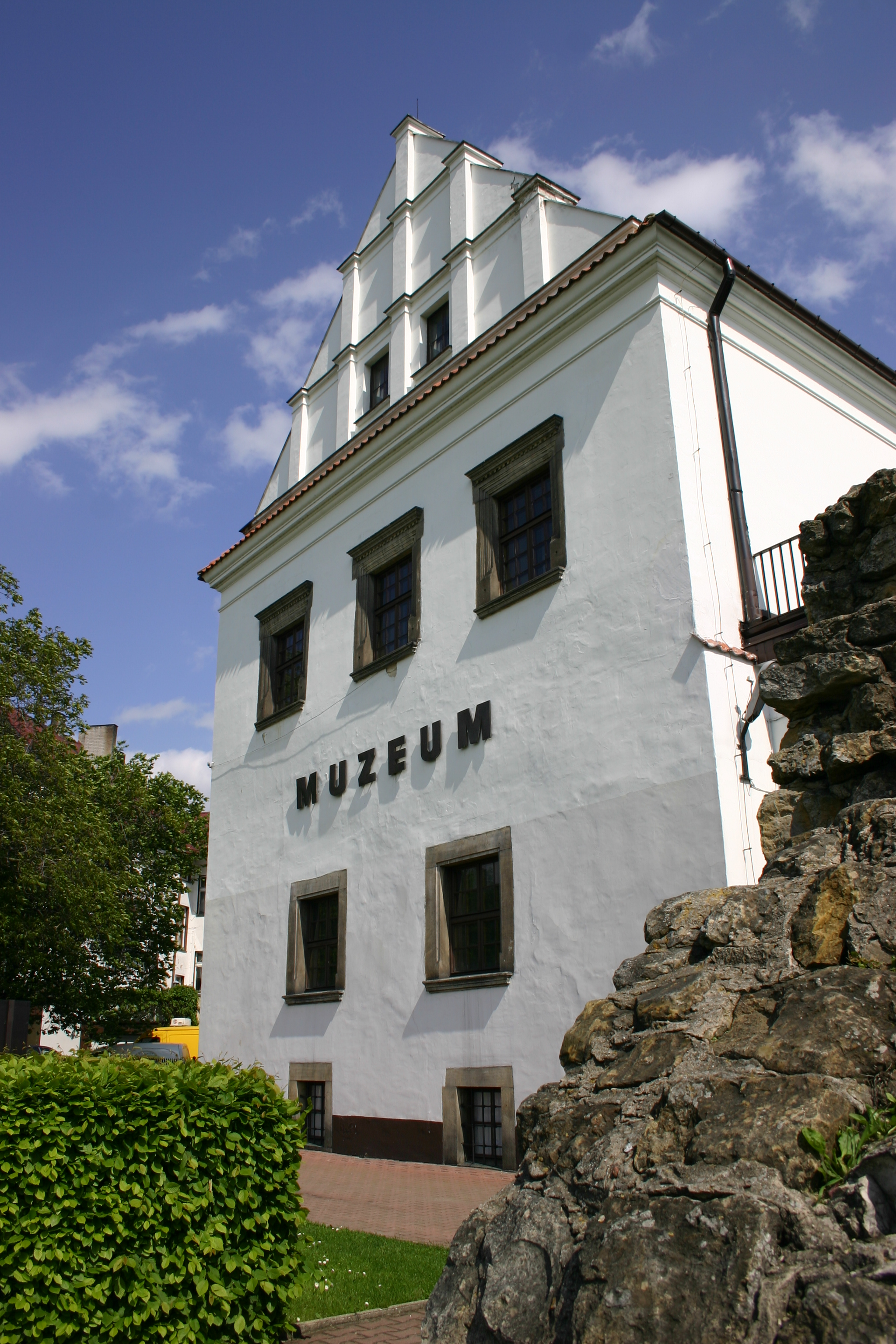
Museum des Wieluner Landes

Der Zweck des Angriffs ist unter Historikern umstritten. Rolf-Dieter Müller argumentiert, die Luftwaffe habe militärische Ziele ausschalten wollen, um unmittelbare Wirkung auf dem Schlachtfeld zu erzielen. In Wieluń seien am 31. August eine polnische Division und eine Kavalleriebrigade ausgemacht worden, denen die Angriffe gegolten hätten, jedoch seien wegen Bodennebels diese Ziele verfehlt worden. Der Angriff auf Wieluń sei trotz der verheerenden Wirkung deshalb kein geplanter Terrorangriff gewesen. Laut Jochen Böhler verzeichnete der erste Einsatzbericht des Sturzkampfgeschwaders 76 „keine Feindbeobachtung“. Neuere Forschungserkenntnisse legen vielmehr den Verdacht nahe, dass die Vernichtung der Stadt Ziel des Angriffs gewesen sei, um zugleich die Schlagkraft der deutschen Luftwaffe zu testen. Der Chef des Generalstabes des Heeres, Franz Halder, hatte zwei Wochen vor dem Angriff in seinem Kriegstagebuch vermerkt: „Jagdeinsatz Rot in Gegend Wielun“. Die Luftwaffe flog in diesem Gebiet in den ersten Kriegstagen weitere Angriffe, unter anderem auf die Kleinstädte Działoszyn und Kamieńsk, und ließ „Wirkungsbilder“ von anderen bombardierten Ortschaften anfertigen. Halder unterschied in seinem Kriegstagebuch außerdem zwischen „Terrorangriff“ und militärischen Angriffen. Hans-Erich Volkmann unterstreicht, dass die deutsche 10. Armee, die in diesem Frontabschnitt den ausschlaggebenden militärischen Faktor bildete, der Ortschaft Wieluń keine operative, geschweige denn eine strategische Bedeutung beimaß, mit der sich eine Bombardierung hätte rechtfertigen lassen. Der zuständige Befehlshaber der Luftwaffe, Wolfram von Richthofen, habe den Angriff auf eigene Faust befohlen. Richthofen habe zwar keinen „Terrorangriff“ beabsichtigt, aber Wieluń als grenznahes militärisches Übungsziel ausgewählt, um möglichst ohne eigene Verluste die Einsatzfähigkeit und Funktionstüchtigkeit der Sturzkampfbomber zu erproben. Volkmann charakterisiert die Zerstörung Wieluńs als einen Angriff auf ein nicht militärisches Ziel und deshalb als Kriegsverbrechen.

## Gemeinde
Die Stadt- und Landgemeinde Wieluń besteht aus der namensgebenden Stadt und 20 Dörfern mit einem Schulzenamt (sołectwo).

## Verkehr
Die Stadt liegt an den Landesstraßen 74 von Breslau nach Warschau und 45 von Opole nach Łódź und 43 von Częstochowa nach Wieluń und den Woiwodschaftsstraßen 481 und 486.
Wieluń liegt an der Bahnstrecke Herby–Oleśnica, früher gab es die Rosenberger Kreisbahn, die auch Wieluń bediente.

## Demographie
Die überwiegende Mehrheit der Stadtbewohner bekennt sich zur römisch-katholischen Konfession.
Entwicklung der Einwohnerzahl
- 1900: 07.351[10]
- 1909: 09.095, darunter 3.444 Juden (37,8 %), 352 Protestanten (3,9 %).[11]
- 1931: 13.220[12]
- 2005: 24.453
- 2009: 23.986

## Sehenswürdigkeiten
- Stadtmauer mit dem Krakauer Tor

Stadtmauer mit dem Krakauer Tor

- Fronleichnamskirche, 14. Jahrhundert
- Nikolaikirche, Barock
- Klosteranlagen (Museum)
- Barbarakapelle, 16. Jahrhundert
- Schloss, klassizistischer Bau an Stelle des alten Piastenschlosses, Residenz für Staatsgäste

## Im Ort geborene Persönlichkeiten
- Ezechiel Zivier (1868–1925), Historiker und Publizist
- Wojtek Siudmak (* 1942), Maler und Bildhauer
- Andrzej Zawada (* 1948), Literaturhistoriker, Literaturkritiker, Essayist und Hochschullehrer
- Jan Wątroba (* 1953), Bischof
- Olga Sosnovska (* 1972), Schauspielerin
- Dariusz Żuraw (* 1972), Fußballer
- Marcin Przydacz (* 1985), Jurist und Beamter

## Partnerstädte
- Adelebsen, Deutschland
- Osterburg, Deutschland[13]
- Ochtrup, Deutschland[14]
- Waltrop, Deutschland